# Main-Taunus-Zentrum

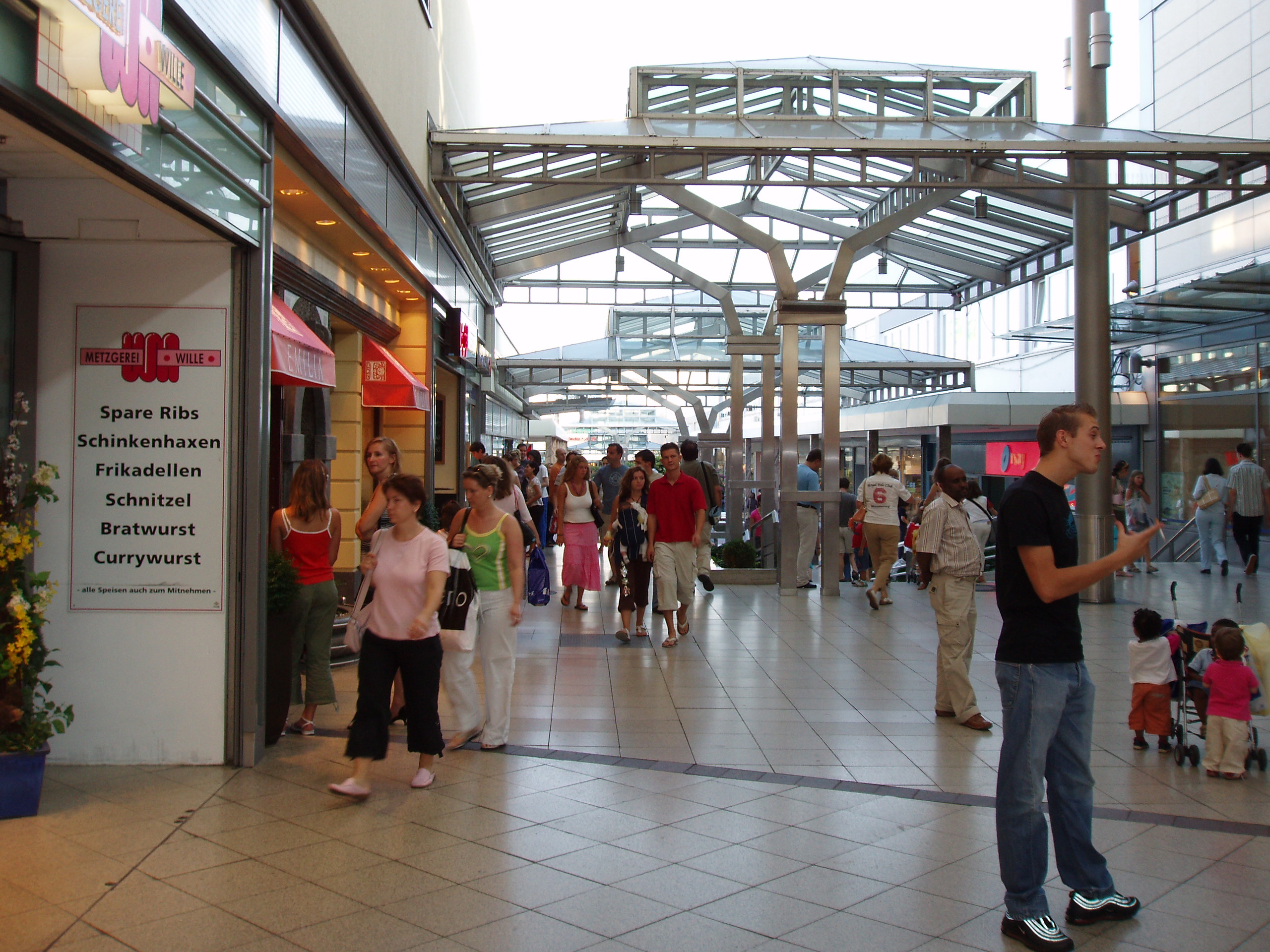
Blick in die Hauptpassage
(nach Umgestaltung mit Teilüberdachung 2005)

Das Main-Taunus-Zentrum, kurz MTZ, liegt größtenteils in der hessischen Gemeinde Sulzbach (Taunus) im Main-Taunus-Kreis und zu einem kleinen Teil im Westen von Frankfurt am Main. Mit einer Fläche von rund 91.000 Quadratmetern ist es eines der größten Einkaufszentren Deutschlands. Das MTZ gehört zur Deutschen EuroShop aus Hamburg und die Mieter sind etwa 170 Unternehmen des Einzelhandels und der Systemgastronomie. Als einziges Gebäude in Sulzbach nutzt es die Frankfurter Telefonvorwahl.

## Geschichte

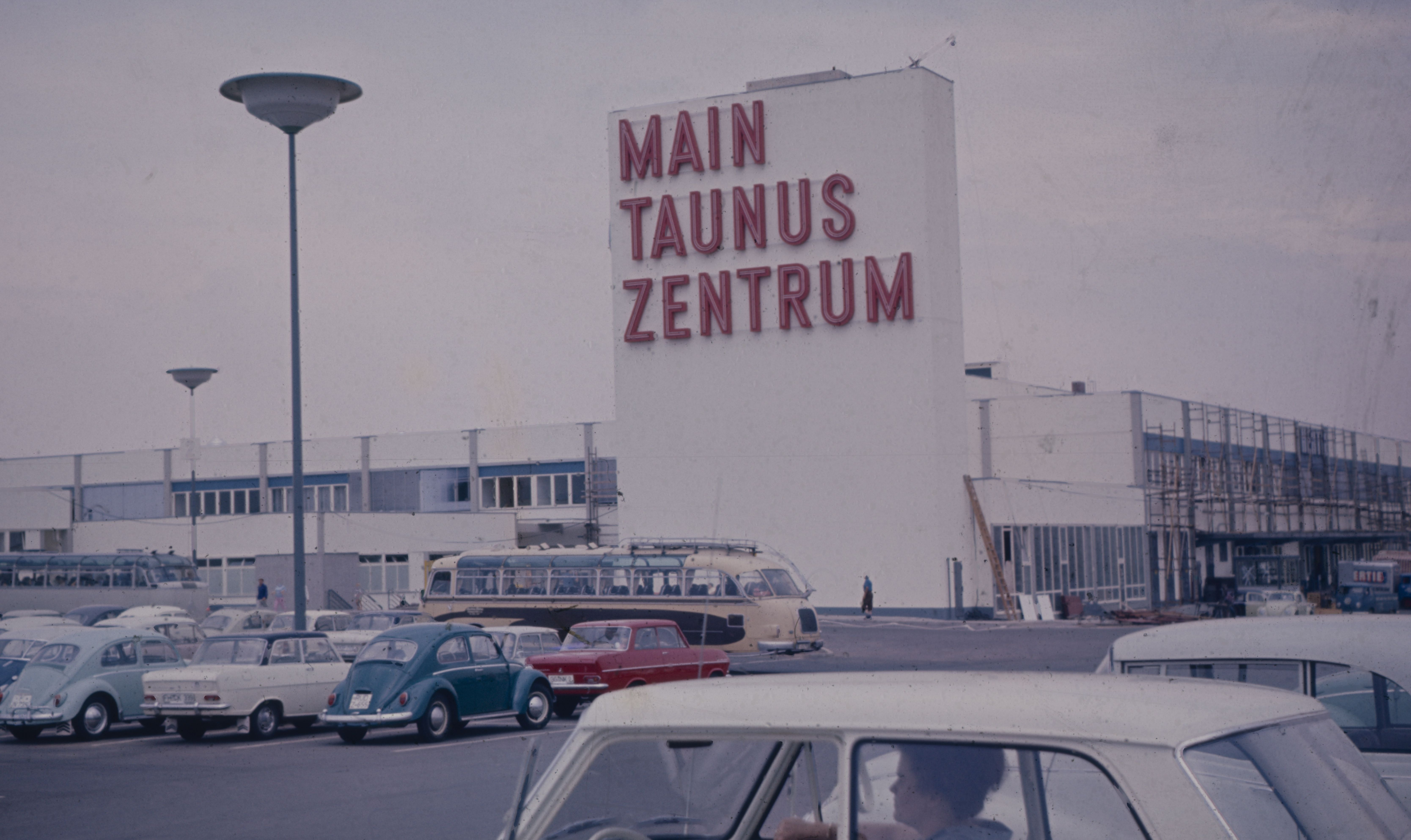
Main-Taunus-Zentrum kurz nach Eröffnung (Aufnahmedatum 7. August 1964)

Bei seiner Eröffnung im Jahr 1964 war das MTZ das erste nach dem Vorbild US-amerikanischer, in sich abgeschlossener Einkaufszentren gebaute Objekt in West-Deutschland und das größte Einkaufszentrum in Europa. Zum ersten Mal wurden Geschäfte und Kaufhäuser gezielt auf einer neugeschaffenen Fläche „auf der grünen Wiese“ konzentriert. Für Baukosten von 60 Millionen DM (in heutiger Kaufkraft 150 Millionen Euro) waren auf 260.000 Quadratmetern Fläche 73 Geschäfte mit 40.000 Quadratmetern Verkaufsfläche entstanden, darunter die großen Warenhäuser Horten und Hertie (beide inzwischen Galeria Karstadt Kaufhof). Der Betreiber war die Schweizer Intershopgruppe, die das Objekt von einem kanadischen Unternehmer übernahm.
Das Konzept erwies sich schnell als Erfolg. Wurden 1964 noch 85 Millionen DM Umsatz erwirtschaftet, waren es 1975 über 300 Millionen. Dazu trug auch bei, dass das Einzugsgebiet des MTZ über eine deutlich überdurchschnittliche Kaufkraft verfügt. 1975 gaben in einer Umfrage 20 Prozent der Besucher des MTZ an, mehr als 2.500 DM Nettoeinkommen zu haben. 17 Prozent lagen zwischen 2.000 und 2.500, 20 Prozent zwischen 1.500 und 2.000 und 20 Prozent zwischen 1.000 und 1.500 DM. Lediglich 9 Prozent gaben weniger als 1.000 DM Monatseinkommen an. Dies spiegelte sich auch in der Summe, die je Besuch im MTZ pro Person ausgegeben wurde. 1975 betrug diese 118 DM (1969 waren es noch 73 DM gewesen).
1998 ging der Besitz des Main-Taunus-Zentrums von der Zürcher Intershop Holding auf einen geschlossenen Immobilienfonds der DWS, einer Investmentgesellschaft der Deutschen Bank, über. Die Deutsche EuroShop AG ist seit Ende 2010 dessen Mehrheitseigentümer. Betrieben wird das Main-Taunus-Zentrum seit 1998 von der ECE Projektmanagement GmbH.

### Erweiterungen

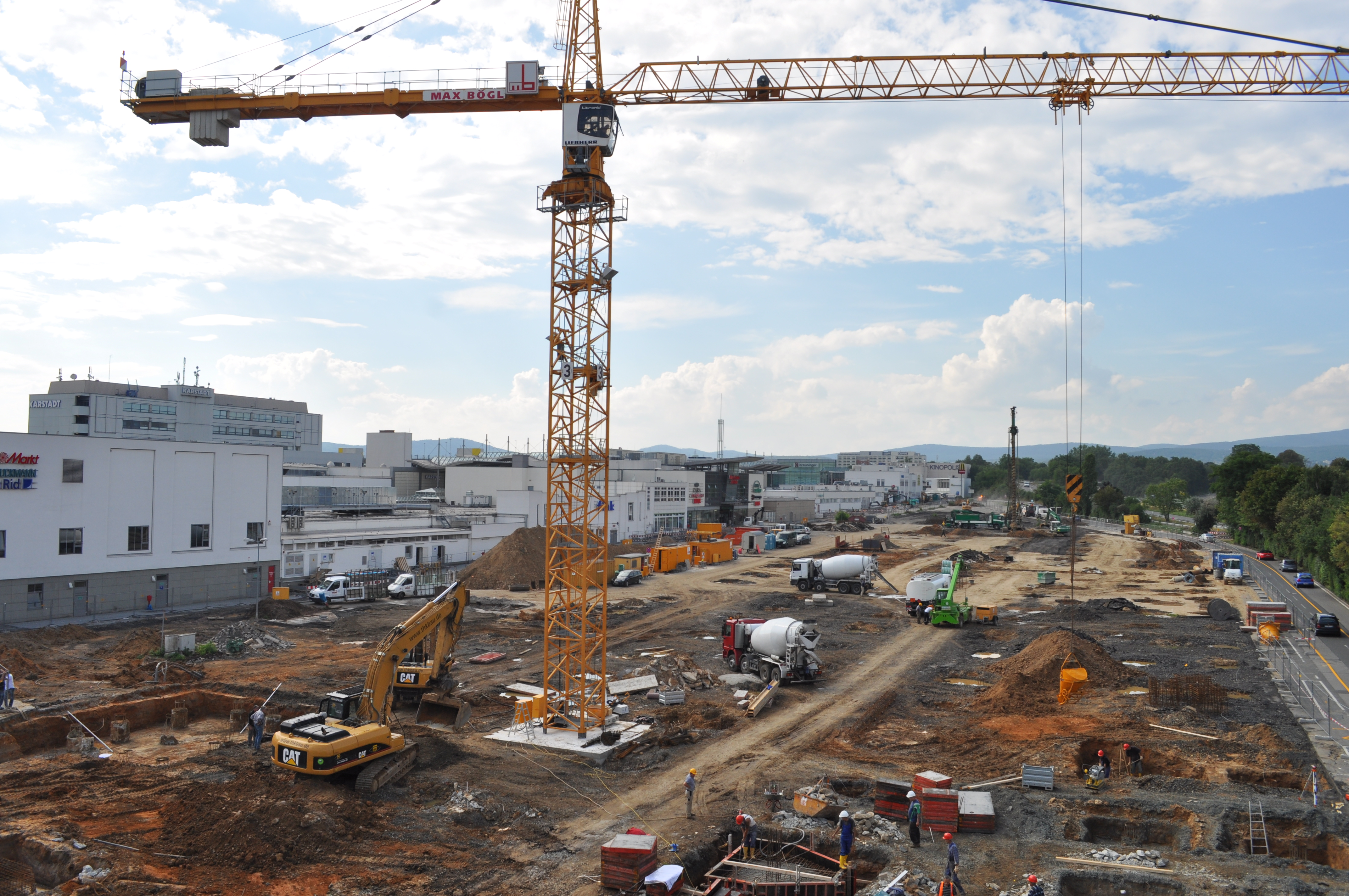
Ausbau des MTZ: Baugruben im August 2010

Das Main-Taunus-Zentrum wurde von 2001 bis 2005 modernisiert und erweitert. Ein seit Ende 2005 beabsichtigter Ausbau des Main-Taunus-Zentrums auf 91.000 Quadratmeter Verkaufsfläche, 170 Geschäfte sowie 4500 Parkplätze wurde im November 2009 begonnen und zwei Jahre später abgeschlossen. Parallel zur bereits bestehenden wurden auf dem Gelände eines bisherigen Parkplatzes eine zweite Ladenstraße gebaut und ein Parkhaus errichtet.
Dieses vom Main-Taunus-Kreis geplante Erweiterungsvorhaben wurde Mitte Dezember 2007 von der 8. Kammer des Verwaltungsgerichts Frankfurt zunächst gestoppt. Hintergrund war, dass das Main-Taunus-Zentrum zum (kleineren) Teil auf Frankfurter Stadtgebiet liegt und die Stadt Frankfurt an der Planung des Ausbaus nicht beteiligt wurde. Eine weitere Begründung für den Stopp des Erweiterungsvorhabens war die Unbestimmtheit des Bauvorhabens; dem Gericht war aus dem Bauvorbescheid nicht ersichtlich, welche Warengruppen angesiedelt werden sollen und wie groß die Ladenflächen ausfallen sollen. Rechtlicher Hintergrund war, dass für das Gelände kein Bebauungsplan besteht und sich die Bebauung daher an der Nachbarschaftsbebauung orientieren muss. Nachdem dieses Urteil in der zweiten Instanz keinen Bestand hatte, wurde im November 2009 mit dem Ausbau begonnen. Die Wiedereröffnung erfolgte am 17. November 2011 und zog Kritik der Gewerkschaft Verdi bezüglich der Arbeitszeiten der Mitarbeiter nach sich. Sie soll zu 540 zusätzlichen Arbeitsplätzen führen.
Am 10. April 2025 präsentierte der Mehrheitseigentümer Deutsche EuroShop AG die erfolgreiche Erweiterung des Main-Taunus-Zentrums um den "Food Garden", ein eigens für das Shoppingcenter entwickeltes, parkähnliches Gastronomieareal auf 9000 Quadratmetern mit acht Restaurants, unter anderem The ASH, L’Osteria und ALEX.

## Architektur
Das Main-Taunus-Zentrum wurde in einem „Knochengrundriss“ angelegt, bei dem eine gerade, lange Einkaufsstraße die sogenannten Ankergeschäfte oder Magnetbetriebe verbindet, die dem Einkaufszentrum die meisten Kunden einbringen. Von außen zeigt sich ein geschlossener, industriell wirkender und autarker Komplex mit verputzten oder verkleideten Außenwänden, im Inneren die offene, teilweise überdachte Einkaufsstraße, die natürliches Licht einlässt. Der Komplex verfügt über einen Busbahnhof und offene Parkanlagen. Mit Veranstaltungsangeboten und einem Multiplex-Kino der Kinopolis-Kette sind Aspekte eines Urban Entertainment Center vorhanden.

## Verkehrsanbindung

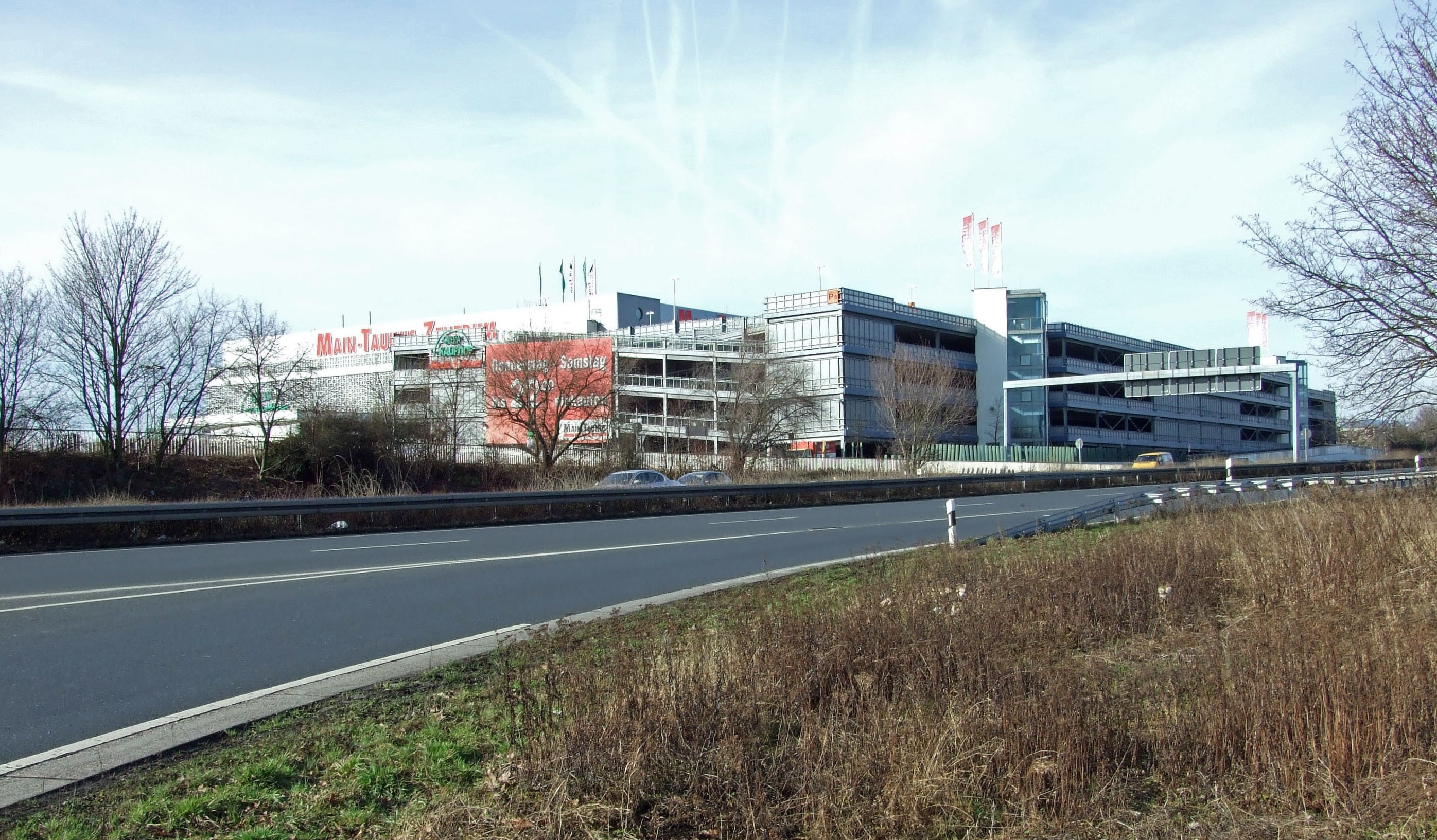
Sicht von Süden, direkt neben der Bundesautobahn 66 (2008)

Das Main-Taunus-Zentrum liegt an der A 66 und der B 8. Es lässt sich mit dem Pkw und verschiedenen Buslinien des Rhein-Main-Verkehrsverbundes direkt erreichen. Es besitzt keinen Anschluss an die S-Bahn oder eine andere Schienenbahn.